# Alhama de Murcia
Alhama de Murcia est une commune de la région de Murcie en Espagne. Elle compte aujourd'hui 22 160 habitants, pour une densité de 71 hab./km2.

## Géographie
La ville de Alhama de Murcia se situe quasiment au centre de la région et à la moitié sude. Elle se situe au pied de la sierra Espuña et en face de la sierra Carrascoy. La capitale de la région est à 30 km de Alhama, 50 km de Cartagena et 30 de Lorca. La ville est située dans une région très sèche, ne recevant de la pluie que quelques fois par an.

## Sites et monuments
La ville possède un château construit par les Arabes aux XIe et XIIe siècles. Au pied du château, lors de la rénovation d'un bâtiment, des thermes romains ont été retrouvés.